# Nathan Ackerman
Nathan Ward Ackerman (* 22. November 1908 in Bessarabien, Russisches Kaiserreich; † 12. Juni 1971 in New York) war ein US-amerikanischer Psychiater, Psychoanalytiker und Hochschullehrer an der Columbia University. Er gilt als Pionier der Familientherapie.

## Kurzbiographie
Seit dem vierten Lebensjahr in den Vereinigten Staaten aufgewachsen, erhielt Ackerman 1920 die amerikanische Staatsbürgerschaft. 1933 schloss er sein Medizinstudium an der Columbia University in New York ab, danach arbeitete er an der Menninger Foundation in Topeka, Kansas, als Psychiater. 1937 wurde er Chief Psychiatrist an der dortigen Child Guidance Clinic.
Zurück in New York engagierte er sich und arbeitete er für den Jewish Board of Guardians. 1957 gründete er die Family Mental Health Clinic und begann, an der Columbia Medical School zu unterrichten. 1960 gründete er das Family Institute und 1962 – gemeinsam mit Don D. Jackson – die heute renommierte Fachzeitschrift Family Process.

## Pionier der Familientherapie
Ackerman entwickelte schon früh die Fähigkeit, über die konventionellen Grenzen seiner Profession hinauszublicken. Sein starker Wille und sein provokanter Gesprächsstil wurden schnell charakteristisch. Durch theatralischen Auftritt, geistige Beweglichkeit und direkte Fragen auch zu intimen Bereichen gelang es ihm, die Abwehrmechanismen der Familien zu überwinden und Raum für Gefühle, Wünsche und Hoffnungen zu schaffen. Seine analytische Ausbildung konnte Ackerman auch in seiner Arbeit mit Familien und ihrer theoretischen Fundierung nicht verbergen. Er ging den Dingen auf den Grund. Er arbeitete überwiegend mit emotional gestörten Kindern. Ackerman postulierte, dass unterhalb der scheinbar heilen Welt der Familie eine Fülle von intra- und interpsychischen bestehen, die zu Fraktionsbildungen innerhalb der Familie führen.
Während Ackerman anfangs dem Prinzip der Child-Guidance-Bewegung folgte und als Psychiater das Kind behandelte, während ein Sozialarbeiter, eine Sozialarbeiterin mit der Mutter sprach, ging er schon nach dem ersten Jahr an der Klinik in Topeka dazu über, mit der gesamten Familie zu arbeiten. Daraus resultierte dann auch seine Überzeugung, dass Familientherapie im Bereich der gesamten Kinder- und Jugendlichenarbeit nützlich und einzusetzen sei. 1938 publizierte er zwei grundlegende Texte zur Familientherapie und 1955 initiierte er die erste Diskussion über Familiendiagnose bei einem Treffen der American Orthopsychiatric Association.

## Ackerman Institute for the Family
1960 gründete Ackerman in New York das Family Institute, welches rasch – parallel zum 1959 in Palo Alto gegründeten Mental Research Institute und zu Salvador Minuchin in Philadelphia – eine führende Rolle in der Entwicklung der Systemischen Therapie übernehmen sollte. Es wurde international stark rezipiert und hatte von Anbeginn drei Funktionen:
- Grundversorgung der Bevölkerung
- Forschung
- Lehre

Erforscht wurden und werden der Zusammenhang zwischen Familienkonstellationen und Krankheitsbildern, aber auch Wege effizienter Therapie. Schwerpunkte liegen auf psychischen Erkrankungen, Gewalt in der Familie, Entwicklungsproblemen von Kindern, sexuellem Missbrauch, Substanzgebrauch und Problemen aufgrund Scheidung, Adoption oder Pflege. In Familientherapie ausgebildet wurden am Institut mehrere Hundert Sozialarbeiter, Psychologen, Psychiater und Psychotherapeuten, die heute im gesamten Staat New York und in den gesamten Vereinigten Staaten arbeiten. Nach Ackermans Tod im Jahr 1971 wurde das Institut umbenannt und trägt seither seinen Namen.

## Wichtige Werke
- The Unity of the Family. 1938
- Family Diagnosis. An Approach to the Preschool Child. 1938
- Family therapy in transition. Mit Lieb/Pearce. Boston 1970
- Expanding theory and practice in family therapy. Mit Beatman/Sherman. New York 1967
- Treating the troubled family. New York 1966
- The psychodynamic of family life. New York 1958
- Antisemitism and emotional disorder. Mit Marie Jahoda. New York 1950

## Beiträge in deutschsprachigen Publikationen
- Beitrag in Handbuch der Kinderpsychotherapie. Hrsg. von Gerd Biermann. 2 Bd. München, Basel 1976 (4. Auflage). ISBN 3-497-00209-7
- Beitrag in Gruppenpsychotherapie. Hrsg. von Günter Ammon. München 1976, Eschborn bei Frankfurt am Main 1998 (3. Auflage). ISBN 3-88074-616-8
- Familiendynamik und die Umkehrbarkeit von Wahnbildungen. Gemeinsam mit J.F. Franklin. In: Familientherapie. Theorie und Fraxis. Hrsg. von Ivan Boszormenyi-Nagy u. James L. Framo. Reinbek bei Hamburg 1975. Band 2, 9–52. ISBN 3-499-21081-9
- Beitrag in Der autoritäre Charakter. Band 2: Studien über Autorität und Vorurteil. Hrsg. von Nathan W. Ackermann, Theodor W. Adorno, Bruno Bettelheim, Else Frenkel-Brunswik, Marie Jahoda, Morris Janowitz, Daniel J. Levinson, Nevitt R. Sanford. 1. Auflage 1969, ISBN 3-88535-341-5